# Parni
Parni (en rus: Парни) és un poble de l'óblast de Nóvgorod, a Rússia, segons el cens del 2011 tenia 12 habitants.